# Sielsowiet Arechausk
Sielsowiet Arechausk (biał. Арэхаўскі сельсавет, ros. Ореховский сельсовет) – sielsowiet na Białorusi, w obwodzie witebskim, w rejonie orszańskim, z siedzibą w Arechausku.

## Demografia
Według spisu z 2009 sielsowiet Arechausk zamieszkiwało 3212 osób.  Mieszkańcami Arechauska było 2755 z nich, w tym 2522 Białorusinów (91,54%), 188 Rosjan (6,82%), 33 Ukraińców (1,20%), 3 Litwinów (0,11%), 1 Polak (0,04%), 6 osób innych narodowości i 2 osoby, które nie podały żadnej narodowości
457 osób mieszkało na obszarach wiejskich, w tym 393 Białorusinów (86,00%), 59 Rosjan (12,91%), 4 Ukraińców (0,88%) i 1 Żyd (0,22%).

## Geografia i transport
Sielsowiet położony jest na Wysoczyźnie Orszańskiej, części Grzędy Białoruskiej, w północnowschodniej części rejonu orszańskiego i na północny wschód od stolicy rejonu Orszy. Na jego terenie leży Jezioro Arechauskie.
Przez sielsowiet przebiega droga republikańska R109, a jego granicą droga magistralna M8.

## Historia
10 października 2013 do sielsowietu przyłączono cztery wsie: Araszki, Lisouskija, Ramaldawa i Staryna.

## Miejscowości
- osiedle typu miejskiego:
  - Arechausk
- wsie:
  - Araszki
  - Bruchawa
  - Chałmy
  - Karabiszczy
  - Krasnabiel
  - Lisouskija
  - Rahozina
  - Ramaldawa
  - Staryna
  - Wieracieja